# New Holland CR11

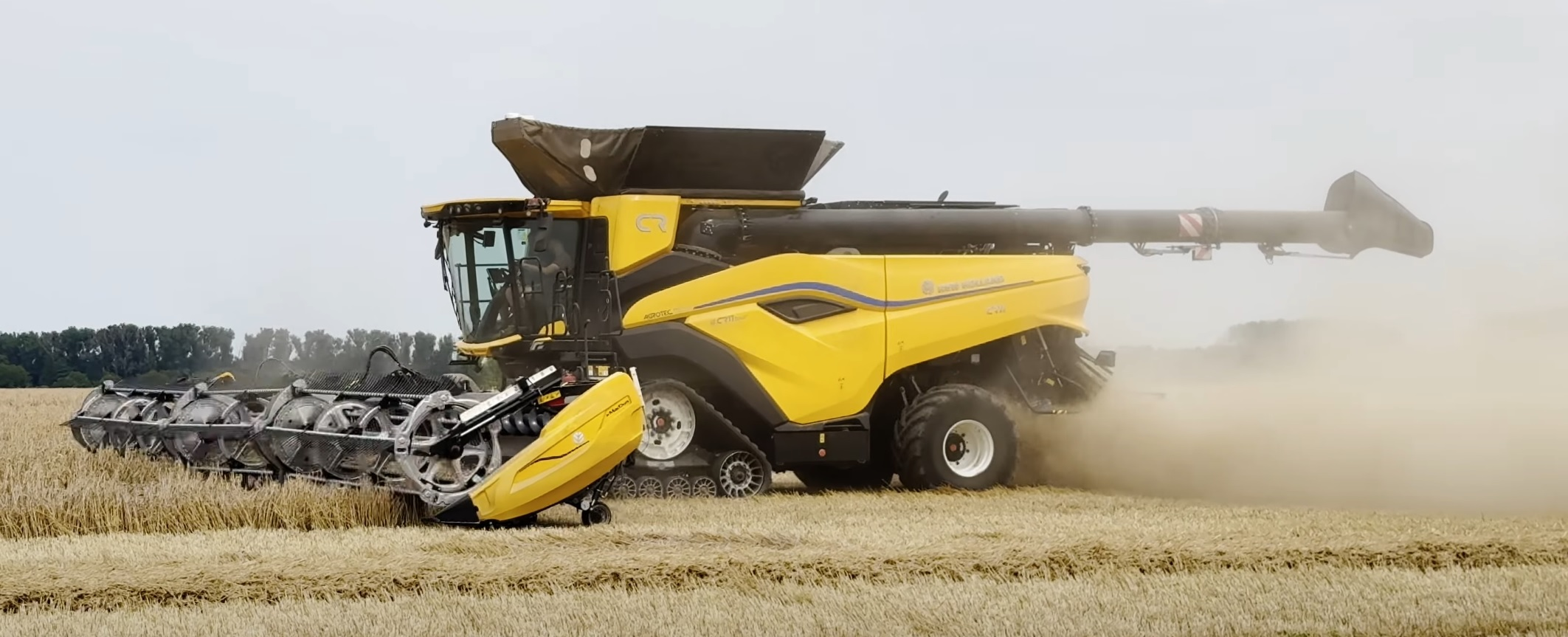
New Holland CR11 im Getreide

Der Mähdrescher CR11 von New Holland (Unternehmen) wurde auf der Agritechnica am 10. November 2023 vorgestellt. Aktuell (Stand 24. Juli 2024) gilt er als größter Mähdrescher der Welt.

## Entwicklung
Bis zur Vorstellung des CR11 war der CR10.90 der größte Mähdrescher von New Holland. Ziel war es einen Mähdrescher zu entwickeln der deutlich mehr Druschleistung hat als der bisher größte Mähdrescher. Des Weiteren sollte die Kornqualität, Wirtschaftlichkeit, nahezu null Verluste und mehr Automatisierung im Vordergrund stehen. Gebaut wird der CR11 im New Holland Werk in Zedelgem, Belgien.
Abgeleitet vom CR11 ist der neue CR10. Die Technik im CR10 ist Grundsätzlich die gleiche, nur dass hier ein Cursor-13-Motor verbaut wird und er einen kleineren Korntank hat.
Baugleich mit dem CR11 ist der AF11 von Case IH der 2024 in den Vereinigten Staaten vorgestellt wurde.

## Druschleistung
Der CR11 soll 50 % mehr Druschleistung als der CR10.90 haben. Der CR10.90 hat 2014 einen Weltrekord im Dreschen aufgestellt der bis heute Bestand hat. Es wurden in 8 Stunden 797 t Weizen in England gedroschen mit einem maximalen Durchsatz von 135 t/h.

## Technik
Angetrieben wird der CR11 von einem Cursor-C16-Motor von FPT Industrial der eine Maximalleistung von 775 PS hat. Herzstück sind die 2 neu konstruierte größeren 24 Zoll Rotoren. Durch den neuen Antriebsstrang wird viel mehr Platz für die Reinigung ermöglicht. Somit kann ein neuer Doppelsiebkasten mit 2 Ober- und 2 Untersieben verbaut werden. Im Vergleich zum CR10.90 sind 25 % weniger Antriebskomponenten verbaut und der Wegfall aller Kettenantriebe im CR11 trägt zur Vermeidung längerer Ausfallzeiten bei. Die Kraft für fast alle Komponenten vor den 2 Rotoren wird durch einen Rotor durchgetrieben. Der von Grund auf neu konstruierte Spreuverteiler gewährleistet eine Verteilung auf 18 m. Im CR11 kann nun der Rotor von der Kabine aus reversiert werden.
Extra für den CR11 hat MacDon ein neues 15,3 m Schneidwerk auf den Markt gebracht. MacDon stellte im August 2024 ein 18,6 m breites Schneidwerk vor das extra für sehr große Mähdrescher wie den CR11 entwickelt wurde.
Michelin entwickelte zusammen mit New Holland einen speziellen Reifen für den Drescher.

## Technische Daten
| Bezeichnung           | CR11                            |
| Motor                 | Cursor C16 - 15,9 Liter Hubraum |
| Breite der Maschine   | 3,48 m                          |
| Höhe der Maschine     | 3,98 m                          |
| Motorleistung         | 775 PS                          |
| Korntank              | 20.000 Liter                    |
| Abtankgeschwindikgeit | 210 l/sec                       |
| Reifengröße           | 900/65R46                       |
| Raupengröße           | 660 mm / 810 mm / 910 mm        |
| Rotorgröße            | 24 Zoll                         |
| Siebfläche            | 8,76 m²                         |
| Kraftstofftank        | 1500 Liter                      |

Zusätzliche Daten von Pressebericht - 